# 彼得·德福斯
彼得·德福斯（德語：Pieter Devos，1986年2月8日—），比利时男子马术运动员，2019年欧洲马术锦标赛团体场地障碍赛金牌得主、2021年欧洲马术锦标赛团体场地障碍赛铜牌得主、2020年夏季奥林匹克运动会团体场地障碍赛铜牌得主。